# Héctor Carabalí
Héctor Carabalí (* Guayaquil, Ecuador, 15 de febrero de 1972) es un exfutbolista ecuatoriano de larga trayectoria en el Campeonato Ecuatoriano de Fútbol. A Carabalí en su carrera como futbolista profesional ha vestido la camiseta de algunos equipos del Campeonato Ecuatoriano de Fútbol así como del exterior. Su debut lo hizo a corta edad en el Filancard F.C. hoy desaparecido. Siempre se desempeñó como volante de corte. Destacó mayormente en el Barcelona Sporting Club, equipo con el que obtuvo el título nacional del Campeonato Ecuatoriano de Fútbol en 1995 y 1997, y el subcampeonato de la Copa Libertadores del año 1998.

## Participación internacional

### Participaciones internacionales
Con la Selección de fútbol de Ecuador jugó 58 partidos, marcando 2 goles.

## Clubes
| Club                           | País    | Año         |
| ------------------------------ | ------- | ----------- |
| Club Deportivo Filanbanco F.C. | Ecuador | 1990 - 1991 |
| Valdez SC                      | Ecuador | 1992        |
| Barcelona SC                   | Ecuador | 1993-1999   |
| São Paulo                      | Brasil  | 1999        |
| Barcelona SC                   | Ecuador | 2000-2001   |
| Deportivo Quito                | Ecuador | 2002        |
| Manta FC                       | Ecuador | 2003        |
| Emelec                         | Ecuador | 2004        |
| Nacional                       | Brasil  | 2005        |

## Palmarés

### Campeonatos nacionales
| Título                 | Club         | País    | Año  |
| ---------------------- | ------------ | ------- | ---- |
| Campeonato Ecuatoriano | Barcelona SC | Ecuador | 1995 |
| Campeonato Ecuatoriano | Barcelona SC | Ecuador | 1997 |